# マラボ
マラボ (Malabo、旧名サンタ・イサベル、Santa Isabel) は、ギニア湾に浮かぶビオコ島に位置する赤道ギニアの首都。同島北部の沿岸部に位置し、人口は2012年時点で18万人。大陸部分に海外領土でない領土を持ち、首都が島にある国は赤道ギニアとデンマークのみである。

## 歴史

### 都市形成
1827年、スペインよりフェルナンド・ポー島と呼ばれた島のこの地を貸し与えられたイギリス人によりポート・クレランスと名付けられ、海軍基地や奴隷貿易の取り締まり拠点となっていた。解放奴隷には現在のシエラレオネの首都フリータウンへの移住権が与えられていたが、ギニア湾東部で解放奴隷となった人々はこぞってポート・クレランスに居住し、次第に都市が築き上げられていった。

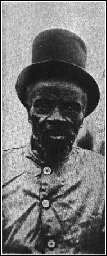
マラボ王。1930年。

やがてフェルナンド・ポー島（ビオコ島）の統治権がスペインに戻ると、ポート・クレランスはサンタ・イサベルと改称された。1968年10月12日フェルナンド・ポー島(ビオコ島)は大陸部のリオムニと共に赤道ギニア共和国として独立、1969年には首都機能がリオムニの最大都市バタからサンタ・イサベルに移された。初代大統領のフランシスコ・マシアス・ンゲマが進める改名運動に基づき、フェルナンド・ポー島からビオコ島と改名と共に1973年にブビ族のマラボ1世王であるマラボ・ロペロ・メラカに敬意を表して、現在の名称であるマラボとなった。この改名運動は、植民地統治下で名付けられたヨーロッパ式の名称をアフリカ式の名称に戻すというものであり、ンゲマが進めた重要政策の一つであった。なお、名前の由来となったマラボ王はモカ王の息子であり、ブビの戦士の頭である叔父のサス・エブエラはブビの王位の正当性を主張し、スペイン人に反対した。マラボ王マラボ・ロペロ・メラカは1937年にスペインの植民地政策に反発するが失敗し、投獄され死んだ。

### アフリカのアウシュヴィッツ
ファン族出身であるンゲマは、恐怖政治ともいうべき強権的独裁体制を敷き、ビオコ島の多数派（赤道ギニア全体では少数派）であるブビ族の迫害・虐殺を行う。1979年、政権は甥のテオドロ・オビアン・ンゲマ中佐率いるクーデターにより崩壊するが、政権末期には「赤道ギニアはアフリカのアウシュヴィッツと化した」といわれるほど残虐性が露呈していた。その拠点である首都マラボは正に恐怖の象徴であった。

### 現在のマラボ
1992年、ビオコ島の沖合にある巨大油田ザフィーロ油田が発掘され、アメリカのモービル（現在のエクソンモービル）が原油生産を開始して以降、マラボはギニア湾の石油拠点として急速な発展を遂げることとなる。1997年には赤道ギニア全体の経済成長率が71%という驚異的な数値を記録するなど、マラボは石油ブームに沸くようになった。それに比例して各種企業や外国からの移民が相次いでマラボに集中するようになり、都市規模が拡大。石油輸出のための港湾施設も整備され、ギニア湾東部における交通拠点となり始めている。

## 地理

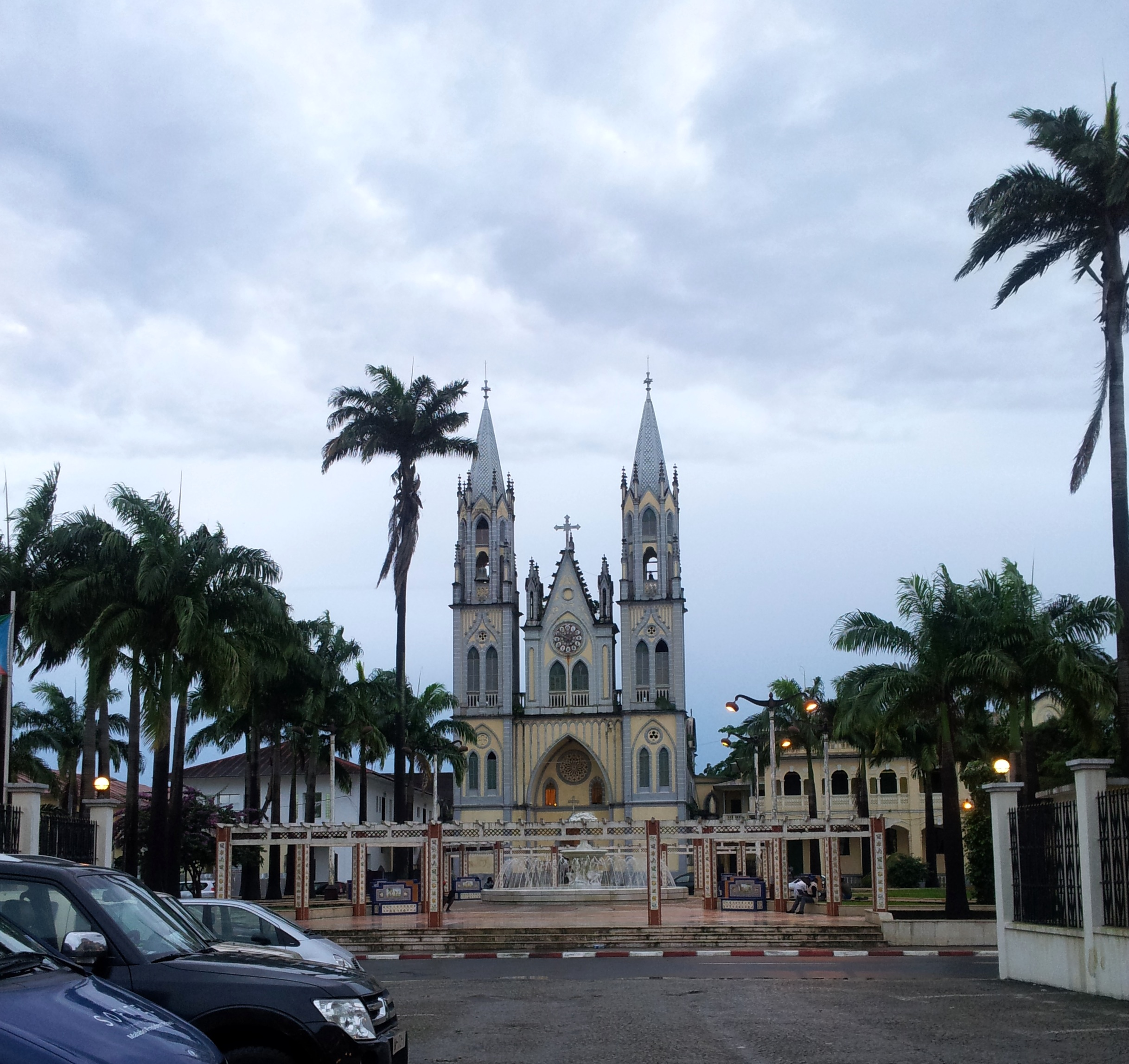
マラボの聖イサベル大聖堂

マラボ市内で特に目立つ建造物はマラボ大聖堂と最高裁判所である。また、国際空港（マラボ国際空港）や沿岸部の港湾施設は石油ブームにより近代的なものに整備され、都市全体の近代化も進みつつある。だが一方でスラム街の広がりも顕著で、富裕層の居住区とは明確な一線を画している。

### 気候
ケッペンの気候区分では熱帯モンスーン気候 (Am) に属する。
| マラボの気候                 | マラボの気候 | マラボの気候 | マラボの気候  | マラボの気候 | マラボの気候  | マラボの気候   | マラボの気候  | マラボの気候  | マラボの気候  | マラボの気候   | マラボの気候  | マラボの気候 | マラボの気候     |
| 月                           | 1月          | 2月          | 3月           | 4月          | 5月           | 6月            | 7月           | 8月           | 9月           | 10月           | 11月          | 12月         | 年               |
| ---------------------------- | ------------ | ------------ | ------------- | ------------ | ------------- | -------------- | ------------- | ------------- | ------------- | -------------- | ------------- | ------------ | ---------------- |
| 最高気温記録 °C （°F）       | 34.2 (93.6)  | 35.3 (95.5)  | 34.5 (94.1)   | 36.5 (97.7)  | 34.0 (93.2)   | 32.5 (90.5)    | 31.5 (88.7)   | 32.0 (89.6)   | 32.5 (90.5)   | 32.5 (90.5)    | 32.5 (90.5)   | 33.5 (92.3)  | 36.5 (97.7)      |
| 平均最高気温 °C （°F）       | 31.1 (88)    | 31.8 (89.2)  | 31.3 (88.3)   | 31.3 (88.3)  | 30.5 (86.9)   | 29.5 (85.1)    | 28.4 (83.1)   | 28.0 (82.4)   | 28.1 (82.6)   | 28.8 (83.8)    | 29.8 (85.6)   | 30.8 (87.4)  | 30.0 (86)        |
| 日平均気温 °C （°F）         | 26.9 (80.4)  | 27.7 (81.9)  | 27.6 (81.7)   | 27.2 (81)    | 26.7 (80.1)   | 25.9 (78.6)    | 25.3 (77.5)   | 25.0 (77)     | 25.1 (77.2)   | 25.5 (77.9)    | 26.1 (79)     | 26.6 (79.9)  | 26.3 (79.3)      |
| 平均最低気温 °C （°F）       | 23.0 (73.4)  | 23.9 (75)    | 24.1 (75.4)   | 23.8 (74.8)  | 23.5 (74.3)   | 23.3 (73.9)    | 23.2 (73.8)   | 23.1 (73.6)   | 22.8 (73)     | 22.9 (73.2)    | 23.0 (73.4)   | 22.7 (72.9)  | 23.3 (73.9)      |
| 最低気温記録 °C （°F）       | 17.0 (62.6)  | 16.5 (61.7)  | 15.5 (59.9)   | 16.5 (61.7)  | 15.0 (59)     | 18.0 (64.4)    | 17.1 (62.8)   | 15.0 (59)     | 18.5 (65.3)   | 17.6 (63.7)    | 19.0 (66.2)   | 17.5 (63.5)  | 15.0 (59)        |
| 雨量 mm （inch）             | 28.9 (1.138) | 70.6 (2.78)  | 102.7 (4.043) | 155.7 (6.13) | 227.1 (8.941) | 260.8 (10.268) | 202.0 (7.953) | 177.1 (6.972) | 250.1 (9.846) | 254.3 (10.012) | 100.3 (3.949) | 39.6 (1.559) | 1,869.1 (73.587) |
| 平均降雨日数 （≥1.0 mm）     | 3.5          | 4.6          | 9.8           | 12.0         | 17.2          | 19.0           | 17.5          | 14.8          | 20.6          | 19.5           | 10.3          | 4.0          | 152.7            |
| % 湿度                       | 83           | 83           | 84            | 84           | 87            | 89             | 90            | 89            | 91            | 90             | 88            | 84           | 87               |
| 平均月間日照時間             | 120.9        | 121.5        | 108.5         | 114.0        | 99.2          | 66.0           | 43.4          | 52.7          | 48.0          | 71.3           | 87.0          | 117.8        | 1,050.3          |
| 平均日照時間                 | 3.9          | 4.3          | 3.5           | 3.8          | 3.2           | 2.2            | 1.4           | 1.7           | 1.6           | 2.3            | 2.9           | 3.8          | 2.9              |
| 出典：Deutscher Wetterdienst |              |              |               |              |               |                |               |               |               |                |               |              |                  |

## 姉妹都市
- グアダラハラ （メキシコ）